# Museo de Sitio de Pachacámac
El Museo de sitio Pachacamac es un museo de sitio arqueológico perteneciente al Ministerio de Cultura del Perú situado en el departamento de Lima, dentro del santuario arqueológico de Pachacamac.
Tiene una colección de más de 6500 piezas registradas de diversos materiales como cerámica, madera, material vegetal, metal y textil, de las cuales hay alrededor de 290 en exposición. Una de las piezas emblemáticas del museo es el ídolo de Pachacamac. Además, cuenta con una Sala de Usos Múltiples (SUM), ludoteca para niños, áreas para la investigación y depósito de piezas, laboratorios, y cafetería.
El museo de sitio fue fundado por Arturo Jiménez Borja en 1965 durante el gobierno de Fernando Belaúnde Terry, y reinaugurado el 15 de febrero de 2016 durante el gobierno de Ollanta Humala, con un nuevo edificio diseñado por la oficina Llosa y Cortegana.
El museo está organizado de manera temática mostrando toda la secuencia cultural del Santuario de Pachacamac, desde más o menos 200 d. C. hasta el establecimiento de los Incas en 1470. En 1533 los españoles llegan a Pachacamac y se inicia el proceso de su abandono.